# William Hanley-trófea
A William Hanley-trófea egy sportdíj az Ontario Hockey League-ben, melyet a legszabályosabban játszó játékosnak ítélnek oda. A trófeát William Hanley-ről nevezték el, aki az OHL titkára volt 25 éven keresztül. 1974–1975 előtt ezt a díjat a Max Kaminsky-trófea helyettesítette.

## A díjazottak
| Év        | Játékos                     | Csapat                              |
| --------- | --------------------------- | ----------------------------------- |
| 2014–2015 | Dylan Strome                | Erie Otters                         |
| 2013–2014 | Connor McDavid              | Erie Otters                         |
| 2012–2013 | Tyler Graovac               | Belleville Bulls                    |
| 2011–2012 | Brandon Saad                | Saginaw Spirit                      |
| 2010–2011 | Jason Akeson                | Kitchener Rangers                   |
| 2009–2010 | Ryan Spooner                | Peterborough Petes                  |
| 2008–2009 | Cody Hodgson                | Brampton Battalion                  |
| 2007–2008 | Nick Spaling                | Kitchener Rangers                   |
| 2006–2007 | Tom Pyatt                   | Saginaw Spirit                      |
| 2005–2006 | Wojtek Wolski               | Brampton Battalion                  |
| 2004–2005 | Jeff Carter                 | Sault Ste. Marie Greyhounds         |
| 2003–2004 | André Benoit                | Kitchener Rangers                   |
| 2002–2003 | Kyle Wellwood               | Windsor Spitfires                   |
| 2001–2002 | Brad Boyes                  | Erie Otters                         |
| 2000–2001 | Brad Boyes                  | Erie Otters                         |
| 1999–2000 | Mike Zigomanis              | Kingston Frontenacs                 |
| 1998–1999 | Brian Campbell              | Ottawa 67’s                         |
| 1997–1998 | Matthew Bradley             | Kingston Frontenacs                 |
| 1996–1997 | Alyn McCauley               | Ottawa 67’s                         |
| 1995–1996 | Jeff Williams               | Guelph Storm                        |
| 1994–1995 | Vitalij Jacsmenev           | North Bay Centennials               |
| 1993–1994 | Jason Allison               | London Knights                      |
| 1992–1993 | Pat Peake                   | Detroit Compuware Ambassadors       |
| 1991–1992 | John Spoltore               | North Bay Centennials               |
| 1990–1991 | Dale Craigwell              | Oshawa Generals                     |
| 1989–1990 | Mike Ricci                  | Peterborough Petes                  |
| 1988–1989 | Kevin Miehm                 | Oshawa Generals                     |
| 1987–1988 | Andrew Cassels              | Ottawa 67’s                         |
| 1986–1987 | Scott McCrory Keith Gretzky | Oshawa Generals Hamilton Steelhawks |
| 1985–1986 | Jason Lafreniere            | Belleville Bulls                    |
| 1984–1985 | Scott Tottle                | Peterborough Petes                  |
| 1983–1984 | Kevin Conway                | Kingston Canadians                  |
| 1982–1983 | Kirk Muller                 | Guelph Platers                      |
| 1981–1982 | Dave Simpson                | London Knights                      |
| 1980–1981 | John Goodwin                | Sault Ste. Marie Greyhounds         |
| 1979–1980 | Sean Simpson                | Ottawa 67’s                         |
| 1978–1979 | Sean Simpson                | Ottawa 67’s                         |
| 1977–1978 | Wayne Gretzky               | Sault Ste. Marie Greyhounds         |
| 1976–1977 | Dale McCourt                | St. Catharines Fincups              |
| 1975–1976 | Dale McCourt                | Hamilton Fincups                    |
| 1974–1975 | Doug Jarvis                 | Peterborough Petes                  |